# Gaura neagră (film)
Gaura neagră (în engleză The Black Hole) este un film american space opera din 1979 regizat de Gary Nelson și produs de Walt Disney Productions. În rolurile principale joacă actorii Maximilian Schell, Robert Forster, Joseph Bottoms, Yvette Mimieux, Anthony Perkins și Ernest Borgnine, în timp ce vocile roboților principali sunt interpretate de Roddy McDowall și Slim Pickens (ambii necreditați). Coloana sonoră a fost compusă de John Barry. Este primul film Walt Disney Productions care a primit un rating PG din partea Motion Picture Association of America. Filmul a avut premiera la 18 decembrie 1979, în Regatul Unit și la 21 decembrie 1979, în Statele Unite. A avut încasări de 35,8 milioane $.
A fost nominalizat la Premiul Oscar pentru cea mai bună imagine și pentru cele mai bune efecte vizuale.

## Rezumat
După 547 de zile de la călătoria lor, într-un an viitor nespecificat, nava spațială USS Palomino aproape și-a încheiat misiunea de explorare a spațiului îndepărtat. Echipajul este format din căpitanul Dan Holland, prim-ofițer locotenentul Charlie Pizer, jurnalistul Harry Booth, cercetătoarea cu percepție extrasenzorială, Dr. Kate McCrae, liderul civil al expediției, Dr. Alex Durant și micul robot V.I.N.CENT.
Pe măsură ce revine spre Pământ, Palomino descoperă o gaură neagră cu USS Cygnus, aparent abandonată și pierdută de mult, în apropiere, aceeași navă pe care se afla tatăl lui McCrae când a dispărut acum 20 de ani. Cei de pe Palomino decid să investigheze și constată că există un câmp gravitațional nul misterios în jurul lui Cygnus, care îi permite să sfideze atracția gravitațională masivă a găurii negre. Palomino rătăcește o scurtă perioadă în afara câmpului și este deteriorată de gravitația intensă, forțând nava să se cupleze de urgență de Cygnus, care nu mai pare abandonată.
Echipajul precaut de pe Palomino îl întâlnește în curând pe Dr. Hans Reinhardt (unul dintre cei mai străluciți oameni de știință ai Pământului, potrivit lui Durant). Reinhardt explică că a fost singur pe Cygnus de când a dat peste un câmp de meteoriți și a fost dezactivată. El a ordonat echipajului uman să se întoarcă pe Pământ fără el, dar tatăl lui Kate a ales să rămână la bord și de atunci a murit. Pentru a înlocui echipajul, Reinhardt a construit drone fără chip, cu haine negre, roboți santinele și robotul său sinistru de gardă de corp, Maximilian. Reinhardt spune că intenționează să zboare cu Cygnus prin gaura neagră, deoarece 20 de ani de studii au arătat că este posibil. Doar Durant îl crede și îl întreabă dacă îl poate însoți pe Reinhardt.
Cu toate acestea, restul echipajului de pe Palomino începe să devină suspicios față de Reinhardt. Booth vede o dronă șchiopătând, în timp ce Holland este martor la o înmormântare a androidului și descoperă obiecte personale în zona echipajului lui Cygnus. V.I.N.CENT. dă peste un model asemănător lui dar mai vechi, numit BO.B. („Batalionul BiO-sanitație”). BO.B explică că dronele sunt de fapt ceea ce a mai rămas din echipajul uman, care s-au revoltat când Reinhardt a refuzat să se întoarcă pe Pământ după ce Cygnus a fost avariat. Tatăl lui McCrae a fost ucis în fruntea revoltei, iar echipajul a fost lobotomizat și „reprogramat” pentru a-l servi pe Reinhardt. V.I.N.CENT. folosește telepatia pentru a-i spune adevărul lui Kate. După ce ea îl informează pe Durant despre ce s-a întâmplat cu adevărat, el îndepărtează placa frontală a unei drone, dezvăluind fața ca a unui zombi a unui membru al echipajului. Durant încearcă să fugă cu Kate, dar este ucis de Maximilian.
Reinhardt le ordonă roboților săi să o lobotomizeze și pe Kate, dar când procesul începe, ea este salvată de Holland, V.I.N.CENT. și BO.B. Harry Booth încearcă să scape singur cu Palomino, dar este doborât și se prăbușește mortal de Cygnus. O furtună de meteoriți ulterioară și explozia centralei electrice principale suprasolicitate a navei duc la defectarea generatorului antigravitațional. Fără bula sa de gravitate nulă, Cygnus începe rapid să se destrame sub uriașele forțe gravitaționale ale găurii negre.
Reinhardt și supraviețuitorii de pe Palomino își plănuiesc separat evadarea în nava-sondă folosită pentru a studia gaura neagră. Reinhardt îi ordonă lui Maximilian să pregătească nava pentru lansare, dar un ecran mare cade peste Reinhardt, blocându-l pe punte. Strigătele lui de ajutor nu sunt recunoscute de echipajul lobotimizat și nici de Maximilian, care își ignoră stăpânul și urmărește echipajul lui Palomino în timp ce încearcă să scape.
Echipajul se apropie de nava sondă înainte de a fi confruntat din nou de Maximilian. Îi provoacă daune mortale lui BO.B. înainte de a se lupta cu V.I.N.CENT. în timp ce McCrae, Holland și Pizer continuă spre nava sondă. V.I.N.CENT. își învinge adversarul forând în armura lui Maximilian, dezactivându-i sistemul și trimițându-l să se năpustească în gaura neagră. Holland, Pizer, McCrae și V.I.N.CENT. lansează sonda, despre care în curând își dau seama că are o cale de zbor preprogramată, ducându-i direct în gaura neagră.
În gaura neagră, Cygnus se rupe complet. Reinhardt și Maximilian în derivă se contopesc deasupra unui peisaj arzător, infernal, populat de spectre cu haine întunecate, asemănătoare cu dronele de pe Cygnus. Între timp, nava sondă este condusă printr-un tunel de cristal arcuit asemănător unei catedrale de către o figură angelică plutitoare. După ce nava iese dintr-o gaură albă, Holland, Pizer, McCrae și V.I.N.CENT. zboară către o planetă aflată lângă o stea strălucitoare.

## Distribuție
- Maximilian Schell - Dr. Hans Reinhardt
- Anthony Perkins - Dr. Alex Durant
- Robert Forster - Captain Dan Holland
- Joseph Bottoms - Lieutenant Charlie Pizer
- Yvette Mimieux - Dr. Kate McCrae
- Ernest Borgnine - Harry Booth
- Tom McLoughlin - Captain S.T.A.R. ("Special Troops/Arms Regiment").
- Roddy McDowall - Vocea lui V.I.N.CENT (nemenționat)
- Slim Pickens - Vocea lui Old B.O.B. (nemenționat)

## Lansare și primire

### Premii și nominalizări
| Premiu                                                            | Categore                                                       | Nominalizat(i)                                                                              | Rezultat     | Ref.   |
| ----------------------------------------------------------------- | -------------------------------------------------------------- | ------------------------------------------------------------------------------------------- | ------------ | ------ |
| Premiile Oscar                                                    | Cea mai bună imagine                                           | Frank V. Phillips                                                                           | Nominalizare | [ 10 ] |
| Premiile Oscar                                                    | Cele mai bune efecte vizuale                                   | Peter Ellenshaw, Art Cruickshank, Eustace Lycett, Danny Lee, Harrison Ellenshaw și Joe Hale | Nominalizare | [ 10 ] |
| Premiile Hugo                                                     | Cea mai bună prezentare dramatică                              | Gary Nelson, Jeb Rosebrook, Gerry Day, Bob Barbash și Richard H. Landau                     | Nominalizare | [ 11 ] |
| Premiile Asociației internaționale a criticilor de muzică de film | Cea mai bună lansare de arhivă a unei coloane sonore existente | John Barry, Randy Thornton, Douglass Fake, Jeff Bond și Steve Sterling                      | Nominalizare | [ 12 ] |
| Premiile Saturn                                                   | Cel mai bun film științifico-fantastic                         | Cel mai bun film științifico-fantastic                                                      | Nominalizare |        |
| Premiile Saturn                                                   | Cel mai bun scenariu                                           | Gerry Day și Jeb Rosebrook                                                                  | Nominalizare |        |
| Premiile Saturn                                                   | Cea mai bun muzică                                             | John Barry                                                                                  | Nominalizare |        |
| Premiile Saturn                                                   | Cele mai bune efecte speciale                                  | Peter Ellenshaw                                                                             | Nominalizare |        |
| Premiile Stinkers Bad Movie                                       | Cel mai enervant personaj non-uman                             | Old BO.B. LF-28 (voce de Slim Pickens)                                                      | Nominalizare | [ 13 ] |
| Premiile Stinkers Bad Movie                                       | Cel mai enervant personaj non-uman                             | V.I.N.CENT. LF-396 (voce de Roddy McDowall)                                                 | Nominalizare | [ 13 ] |

## Vezi și
- 1979 în științifico-fantastic
- 1979 în film

## Legături externe
- Site web oficial
- The Black Hole la Internet Movie Database
- The Black Hole la Allmovie
- The Black Hole la TCM Movie Database
- The Black Hole la Rotten Tomatoes
- The Black Hole la Box Office Mojo